# Ланд-сюр-Ажон
Ланд-сюр-Ажо́н (фр. Landes-sur-Ajon) — коммуна во Франции, находится в регионе Нижняя Нормандия. Департамент коммуны — Кальвадос. Входит в состав кантона Вилле-Бокаж. Округ коммуны — Кан.
Код INSEE коммуны — 14353.

## Население
Население коммуны на 2010 год составляло 392 человека.
| 1962 | 1968 | 1975 | 1982 | 1990 | 1999 | 2010 |
| ---- | ---- | ---- | ---- | ---- | ---- | ---- |
| 197  | 170  | 163  | 215  | 250  | 252  | 392  |

## Экономика
В 2010 году среди 269 человек трудоспособного возраста (15—64 лет) 208 были экономически активными, 61 — неактивными (показатель активности — 77,3 %, в 1999 году было 67,3 %). Из 208 активных жителей работали 197 человек (105 мужчин и 92 женщины), безработных было 11 (4 мужчины и 7 женщин). Среди 61 неактивных 30 человек были учениками или студентами, 21 — пенсионерами, 10 были неактивными по другим причинам.